# بيتر مورتيمر (راكب الكنو)
بيتر مورتيمر هو راكب الكنو كندي، ولد في 4 سبتمبر 1985 في أوتاوا في كندا.

## وصلات خارجية
- بيتر مورتيمر على موقع أوليمبيديا (الإنجليزية)
- بيتر مورتيمر على موقع اللجنة الأولمبية الكندية (الإنجليزية)